# Cantón de Vertaizon
El cantón de Vertaizon era una división administrativa francesa, que estaba situada en el departamento de Puy-de-Dôme y la región de Auvernia.

## Composición
El cantón estaba formado por doce comunas:
- Beauregard-l'Évêque
- Bouzel
- Chas
- Chauriat
- Espirat
- Mezel
- Moissat
- Ravel
- Reignat
- Saint-Bonnet-lès-Allier
- Vertaizon
- Vassel

## Supresión del cantón de Vertaizon
En aplicación del Decreto n.º 2014-210 de 21 de febrero de 2014, el cantón de Vertaizon fue suprimido el 22 de marzo de 2015 y sus 12 comunas pasaron a formar parte; diez del nuevo cantón de Billom y dos del nuevo cantón de Lezoux.